# Малая жеста о Робин Гуде
«Малая жеста о Робин Гуде» (англ. A Gest of Robyn Hode или A Lyttell Geste of Robyn Hode, Child 117, Roud 70) — английская народная баллада, принадлежащая к корпусу баллад о Робин Гуде. Состоит из восьми частей — так называемых «песен» (fytte). Большинство исследователей склоняется к тому, что эта жеста была составлена из отдельных баллад около 1490 года. Сохранилось девять её публикаций или их фрагментов, самая ранняя из которых — A Lytell Geste of Robyne Hode — напечатана фламандским эмигрантом Винкеном де Вардом в Лондоне около 1510 года. Фрэнсис Джеймс Чайлд был знаком с семью источниками (два небольших фрагмента были позже обнаружены в корешках других книг), и в своём собрании разместил единый текст на их основе.

## Сюжет
1 песнь. Робин Гуд отсылает Маленького Джона, Мача сына мельника и Уилла Скарлета, чтобы те привели к нему на ужин гостя. Те встречают на дороге рыцаря. Робин угощает его, но после требует платы. У рыцаря оказывается всего десять шиллингов, и тот рассказывает, что, вызволяя из тюрьмы сына, обвинённого в убийстве, задолжал четыре сотни фунтов аббату монастыря Святой Марии. Срок выплаты почти истёк, и рыцарь потеряет все свои земли, если аббат не продлит заём. Робин Гуд, тронутый историей, предлагает рыцарю свою помощь в погашении долга, если он предоставит поручителя. Однако за того некому поручиться, кроме Девы Марии. Робин соглашается на такой вариант, даёт рыцарю четыреста фунтов и Маленького Джона в помощники.
2 песнь. Аббат ужинает, предвкушая, как скоро завладеет землями должника. Рыцарь появляется и просит его продлить срок выплаты по счетам. Тот отказывается. Тогда рыцарь выкладывает деньги, полученные от Робина, и уходит, оставив аббата в сильном разочаровании.
3 песнь. Маленький Джон принимает участие в состязании лучников и легко побеждает. Впечатлённый шериф Ноттингема предлагает тому пойти к нему на службу. Джон соглашается; через год, пока шериф на охоте, он не получает своего ужина и развязывает драку с поваром шерифа. Она заканчивается ничьей, и Джон зовёт своего противника присоединиться к ватаге Робин Гуда. Повар соглашается; они грабят дом шерифа и направляются в лес. Джон заманивает и шерифа в лагерь разбойников, где тот вынужден есть из своей собственной украденной тарелки, провести ночь в холоде и обещать Робину свою дружбу.
4 песнь. Рыцарь собирается вернуть Робин Гуду свой долг. В это время соратники Робина приводят тому очередного «гостя» — аббата, направлявшегося в Лондон, чтобы подать на рыцаря жалобу. Церковник заявляет, что денег у него немного, но Маленький Джон находит в его багаже восемьсот фунтов. Лукавого аббата лишают его богатства. Когда рыцарь появляется, с намерением вернуть долг, Робин говорит, что Дева Мария уже сделала это за него и сам отдаёт тому половину аббатских денег.
5 песнь. В Ноттингеме проходит очередное лучное состязание, в этот раз в нём участвует и завоёвывает приз Робин. Но, будучи узнан, он со своими людьми вынужден бежать. В схватке Маленький Джон получает рану. Отряд лесных молодцов находит убежище в замке рыцаря, которого, как выясняется, зовут сэр Ричард Ли.
6 песнь. Замок Ричарда Ли осаждает шериф со своими людьми. Рыцарю удаётся убедить того отступить. Люди Робин Гуда возвращаются в лес, но шериф захватывает Ричарда Ли и помещает того в тюрьму. Жена рыцаря обращается к Робину за помощью, и тот освобождает сэра Ричарда и убивает шерифа. Однако теперь рыцарь не может вернуться в свой замок и уходит в лес к вольным стрелкам.
7 песнь. Король Эдуард решает самолично разобраться с Робин Гудом, но никак не может того найти. Наконец он со своими людьми отправляется через лес под видом монахов. Робин и его молодцы захватывают короля, но в конце концов его узнают. Робин просит прощения, и король выполняет просьбу.
8 песнь. Король берёт Робина и его стрелков к себе на службу. Через год у бывшего разбойника заканчиваются деньги, а многие из его людей покидают своего главаря. Он просит короля отлучиться, чтобы посетить построенную им часовню в Барнсдейле. Король отпускает того на несколько дней, но по возвращении в лес Робин возобновляет свой прежний образ жизни. Спустя двадцать два года он чувствует себя старым и больным и отправляется в Кирклис для лечебного кровопускания. Однако приоресса и её любовник, сэр Роджер из Донкастера, выпустив Робину слишком много крови, добиваются его смерти. Жеста заканчивается пожеланием мира душе Робин Гуда, который за свою жизнь «сделал беднякам много добра».

## Русский перевод
Наиболее ранний и сравнительно полный перевод жесты на русский язык принадлежит Всеволоду Рождественскому и опубликован в 1919 году в сборнике «Баллады о Робин Гуде». Однако Рождественский не перевёл последнюю песнь о гибели героя, а первую почему-то заменил переводом поздней и весьма стилистически отличающейся баллады «О рождении, воспитании, доблести и женитьбе Робин Гуда» (англ. Robin Hood's Birth, Breeding, Valor and Marriage, Child 149). Также песни жесты на русский язык переводили, среди прочих, Николай Гумилёв, Г. Иванов, М. Цветаева, С. Я. Маршак, И. М. Ивановский.